# Брумвей
Брумвей (англ. The Broomway) — древняя отливная дорога, проходящая по литорали вдоль побережья графства Эссекс, на протяжении столетий была единственной сухопутной связью островов Хейвенгор, Нью-Ингленд и Фаулнесс с островом Великобритания. Название дороги происходит от своеобразных вех — указателей, отмечавших безопасный маршрут и имевших форму мётел (англ. broom). Считается опаснейшей дорогой в Великобритании: за последние 400 лет там погибло не менее 100 человек, из которых было найдено всего 66, все они похоронены на кладбище острова Фаулнесс. Газеты эдвардианского периода переиначивали её название как «Doomway» (с англ. — «Роковой путь»).

## История
Существование Брумвея подтверждено как минимум с 1419 года, когда он впервые упоминается в документах, относящихся к поместью на Фаулнессе. В то же время некоторые свидетельства указывают на более древнее происхождение дороги к Фаулнессу — видимо, она существовала и использовалась ещё римлянами. В частности, установлено, что маршрутом, примерно соответствующим современному Брумвею, в IV веке н. э. пользовались римские войска, возглавлявшиеся комитом Саксонского берега и защищавшие реку Крауч от вторжения германских племён. В ходе археологических раскопок на острове Фаулнесс были обнаружены артефакты — остатки различных керамических и стеклянных изделий, самые ранние из которых датированы II веком. Эти находки в комплексе с так называемыми Красными холмами и Соляными курганами — местами добычи соли в римский период, также являвшихся, по-видимому, конечными точками римской дороги, рассматриваются как правдоподобное подтверждение древности маршрута.
Исследование 2001 года отметило повышенную интенсивность процессов эрозии в районе архипелага Фаулнесс. Бэнхэм и Фейт в своей поздней книге, изучая англосаксонское сельское хозяйство, предположили, что дорога, известная сейчас как Брумвей, проходила ранее по суше и оказалась под водой в результате размывания берега; там же отмечается, что современные очертания островов сильно сгладились. Наконец, Дж. Р. Смит отмечает, что юго-восточная Англия, включая побережье Эссекса, постепенно уходит под воду; в частности, защитные дамбы для выпаса скота на болотах Фаулнесса были возведены ещё до 1271 года. В «Хрониках Холиншеда» 1577 года упоминается проход на остров Фаулнесс (название Брумвей ещё не фигурирует), а в 1594 году он был впервые отмечен на карте Джоном Норденом. Помимо прохода, к островам Фаулнесс, Нью-Ингленд и Хейвенгор можно было добраться на лодке или посредством паромов: они отправлялись с островов Уолласи, Поттон и от города Бёрнхам-он-Крауч. При этом у каждой фермы была своя пристань. К концу XVIII века на острове Фаулнесс жило уже примерно 900 человек.
К середине XIX века в районе Брумвея появились военные. Палате вооружений потребовалось стрельбище для испытания различных типов боеприпасов и прообразов ракет; с этой целью в 1849 году была приобретена земля в районе Саут-Шобери и устроена военная база Шуберинесс. С совершенствованием характеристик оружия требовалось увеличивать дальность стрельбы и предпринимать повышенные меры безопасности. В связи с этим ведомство постепенно выкупало всё новые и новые земли к северо-востоку, захватывая отмель Маплин и проходивший по ней Брумвей. Так как прибрежные пески и грязь отмели использовались как стрельбище, к началу XX века доступ к Брумвею был ограничен. В конечном счёте в 1913 году Военное министерство Великобритании объявило о планах строительства регулярной дороги, а несколько позднее, в период Первой мировой войны приобрело в собственность как сам Фаулнесс, так и соседний Нью-Ингленд. В 1915 году военные приступили к реализации проекта, тогда же был построен первый мост маршрута — на остров Хейвенгор. Дальнейшая прокладка дороги по территории полузатопленного Нью-Ингленда, дамбы которого были разрушены во время «чёрного понедельника» (катастрофического наводнения 29 ноября 1897 года), представляла инженерную сложность. Министерство вышло из ситуации, попросту перекрыв плотинами часть Нью-Ингленд-Крик, протоки, разделявшей острова Нью-Ингленд и Хейвенгор, связав таким образом эти острова. Сама дорога по отдельной дамбе пересекла остатки перекрытого протока, а через ручей Шелфорд-Крик, разделявший острова Фаулнесс и Хейвенгор и являвшийся последним естественным препятствием на пути к острову Фаулнесс, был перекинут второй мост. Движение по всему маршруту было открыто в 1922 году. На военной базе Фаулнесса, помимо тестирования образцов вооружений, проводилась утилизация боеприпасов. А с 1940-х годов там велась разработка и испытание атомного оружия.
После окончания строительства регулярной дороги с материка Брумвей, казалось, потерял своё значение. Однако в ночь на 1 февраля 1953 года в результате катастрофического наводнения, сильнейшего в истории региона, были прорваны дамбы и затоплено всё юго-восточное побережье Англии. Пострадал и низменный Фаулнесс, который затопило вместе с ведущей к нему дорогой — примечательно, что при этом погибло всего 2 человека, ещё 335 были спасены с помощью лодок, барж и военных «амфибий». Тем не менее, оставалась задача спасения сельскохозяйственных животных, которых было проблематично эвакуировать по воде. Здесь снова выручил Брумвей: 4 февраля колонна грузовиков и машин-амфибий прошла по нему, выжившие животные с помощью сотрудников RSPCA были согнаны на возвышенности, где их накормили и напоили, после чего в течение нескольких дней вывезли обратным маршрутом.
В конце XX века существованию Брумвея угрожал план строительства на отмелях Маплин и Фаулнесс крупного транспортного узла, включавшего аэропорт и морской порт. План был выдвинут в 1968 году, согласно ему, Брумвей оказывался засыпанным, а на его месте предполагалось построить взлётно-посадочную полосу. Но в июле 1974 года правительство отказалось от этого проекта в связи с отсутствием настоятельной необходимости в строительстве нового аэропорта, а также огромными расходами на переустройство низменностей и транспортно-экономическое развитие территории. Позднее план неоднократно обсуждался вплоть до 1989 года, когда было принято решение о расширении аэропорта Станстед.

## Описание
Брумвей юридически относится к публичному праву проезда — частному случаю сервитута. Доступ к нему разрешён только тогда, когда на военном полигоне Фаулнесса не ведутся стрельбы. Как отливная дорога, физически он проходим дважды в сутки, в обычных условиях в течение 6-7 часов между половинной силы отливом и до половинного же подъёма прилива.
Длина его составляет около 8,5 километров, он пролегает по участку песчаных ваттов — так называемой отмели Маплин, на расстоянии около 400 метров от береговой линии. Отмечающие путь «мётлы» располагались через каждые 27—54 метра по обе стороны дороги и погружены в песок примерно на 60 сантиметров, общее их количество составляло около 400 штук. Поддержание вех в должном порядке было одной из важных задач жителей острова Фаулнесс, в 1860-х на эти цели уходило пятнадцать фунтов стерлингов ежегодно.
После открытия автомобильной дороги значение Брумвея резко снизилось, отпала и необходимость поддерживать в исправности цепочку вех. К настоящему времени ни одна из характерных мётел не уцелела. На обнажающемся побережье военными расставлены колышки (англ. range pegs), которые служат только для целей стрельб и не могут использоваться как ориентиры.
Основной маршрут дороги не менялся на протяжении веков. В объяснение такого постоянства выдвигались различные теории, из которых наиболее правдоподобная полагает, что в основании дороги лежит меловой риф.

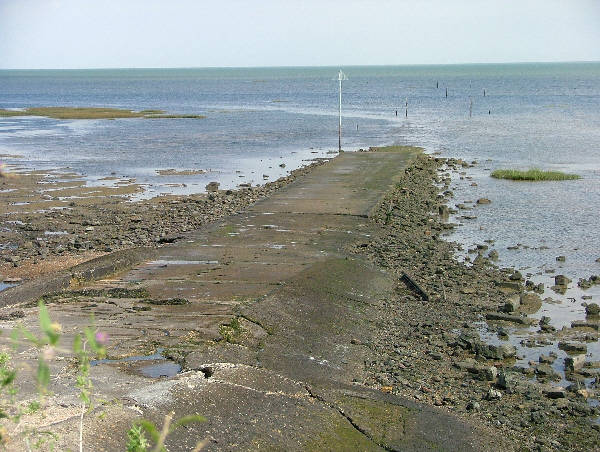
Брумвей в районе Уокеринг-Стейрс.

Связь трассы Брумвея с землёй обеспечивается через специальные проходы, которые расположены на расстоянии примерно 1 мили друг от друга, имеют собственные названия и обычно ведут к ближайшим к побережью фермам. В древности их мостили орешником, организуя своеобразные плавучие дамбы по принципу, аналогичному древней Свит-Трек. Позднее орешник был заменён насыпями из щебня и гравия, и только наиболее используемые проходы были вымощены кентским серым известняком. Из более чем десятка исторических маршрутов в настоящее время действует лишь несколько штук:
- «Большая земля»:
  - Саттонс-Хед (англ. Suttons Head), ранее был известен также как Кеннетс-Хед (англ. Kennets Head) — самый дальний выход к Брумвею, проходящий через залив Пигз-Бэй[англ.]. Ныне изредка используется военными.
  - Кингс-Хед (англ. Kings Head) — ещё один подход через Пигз-Бэй, давно заброшен.
  - Уокеринг-Стейрс (англ. Wakering Stairs) — основной подход к Брумвею на протяжении веков. Некоторое время был заброшен из-за непроходимости (вместо него использовался Саттонс-Хед) и восстановлен в 1840-х[23].
- Остров Хейвенгор[англ.]:
  - Проход, ближайший к материковой территории, заброшен между 1777 и 1805 годами.
  - Хейвенгор-Хед (англ. Havengore Head) — один из самых старых проходов, задокументирован в 1805 году и окончательно исчез к концу XX века.
  - Шарпнесс-Хед (англ. Sharpness Head) — ведёт к восточной оконечности острова, получил название в честь мыса Шарп-Несс. Ко второй половине XIX века утратил самостоятельное значение и соединился с Хейвенгор-Хед.
- Остров Нью-Ингленд[англ.]:
  - Проход к этому острову использовался очень короткое время.
- Остров Фаулнесс[англ.]:
  - Шелфорд-Хед (англ. Shelford Head) — самый западный проход на остров, использовался в конце XIX века, ныне заброшен.
  - Нью-Бервуд-Хед (англ. New Burwood Head) — проход, отмеченный только в 1872 году. Помимо Брумвея, соединялся с Асплинс-Хед и, видимо, был заброшен в его пользу.
  - Асплинс-Хед (англ. Asplins Head, ранее Грейт-Бервуд-Хед) — восходит к началу XIX века, текущее название получил, вероятно, в честь Чарльза Асплина, жившего в Рочфорде[англ.] примерно в то же время. В настоящее время используется военными.
  - Ругвуд-Хед (англ. Rugwood Head) — известен как минимум с 1867 года, ныне практически непроходим.
  - Иствик-Хед (англ. Eastwick Head, ранее Паттисонс-Хед) — известен как минимум с 1867 года.
  - Фишерманс-Хед (англ. Fishermans Head) — один из старейших и единственный с бетонным покрытием, периодически использующийся военными для доставки тяжёлых грузов на полигон острова. В частности, через этот проход на Фаулнесс перевезли сверхзвуковой самолёт BAC TSR-2[англ.].

Из-за однообразного ландшафта на дороге было легко заблудиться, особенно в тумане. Кое-где есть топкие места; одно из таких, расположенное вблизи Шелфорд-Хед, называется «ямой Снэгсби» (или Шэгсби) в память человека, погибшего там. Среди других опасностей, подстерегающих путешественников — быстрый прилив: поверхность дороги довольно ровная и уровень воды поднимается быстрее, чем может бежать человек.

## Инциденты
Наиболее ранняя задокументированная гибель человека на Брумвее произошла в 1711 году, когда утонул некий аптекарь Томас Джексон. 21 августа 1805 года был найден мёртвым хирург из Грейт-Уэйкеринга Томас Миллер; он ехал верхом и, как предполагается, его сбросила и травмировала лошадь.
В 1836 году две девушки по имени Читтокс и Бейтс попытались в темноте пройти по Брумвею к своим возлюбленным, но были застигнуты врасплох штормом и погибли, истощённые холодом, сыростью и страхом. Их тела нашли только на следующий день.
Последняя известная трагедия произошла в январе 1969 года, когда утонули три молодых человека, решивших поохотиться на Брумвее; тело одного из них так и не было найдено. Представитель Эссекса по этому поводу выступал в парламенте, обвинив министерство обороны в ненадлежащем расследовании и плохой координации с другими структурами, приведшей к сильной задержке спасательной операции.

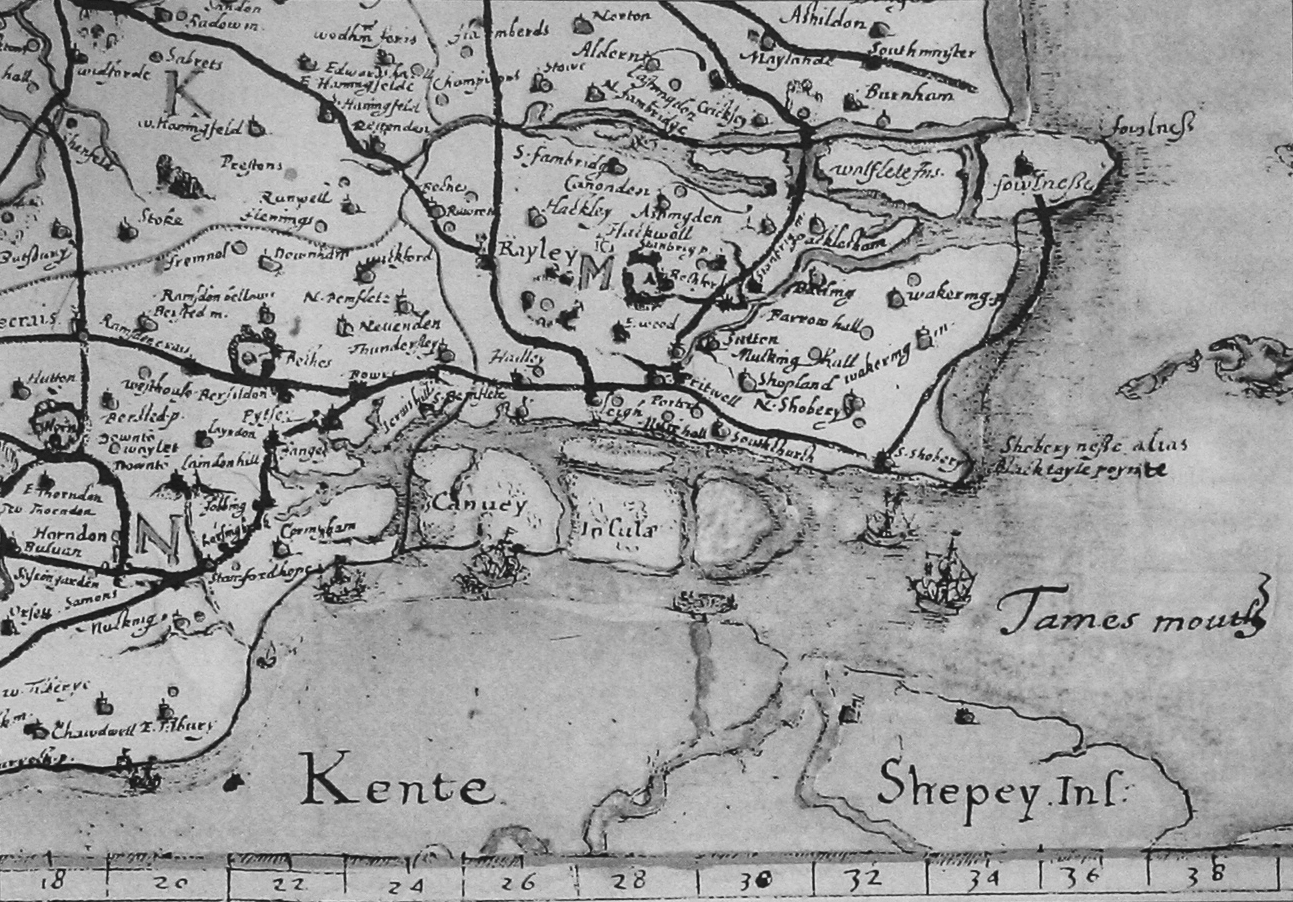
Карта Джона Нордена 1594 года. Брумвей отмечен, но не подписан.
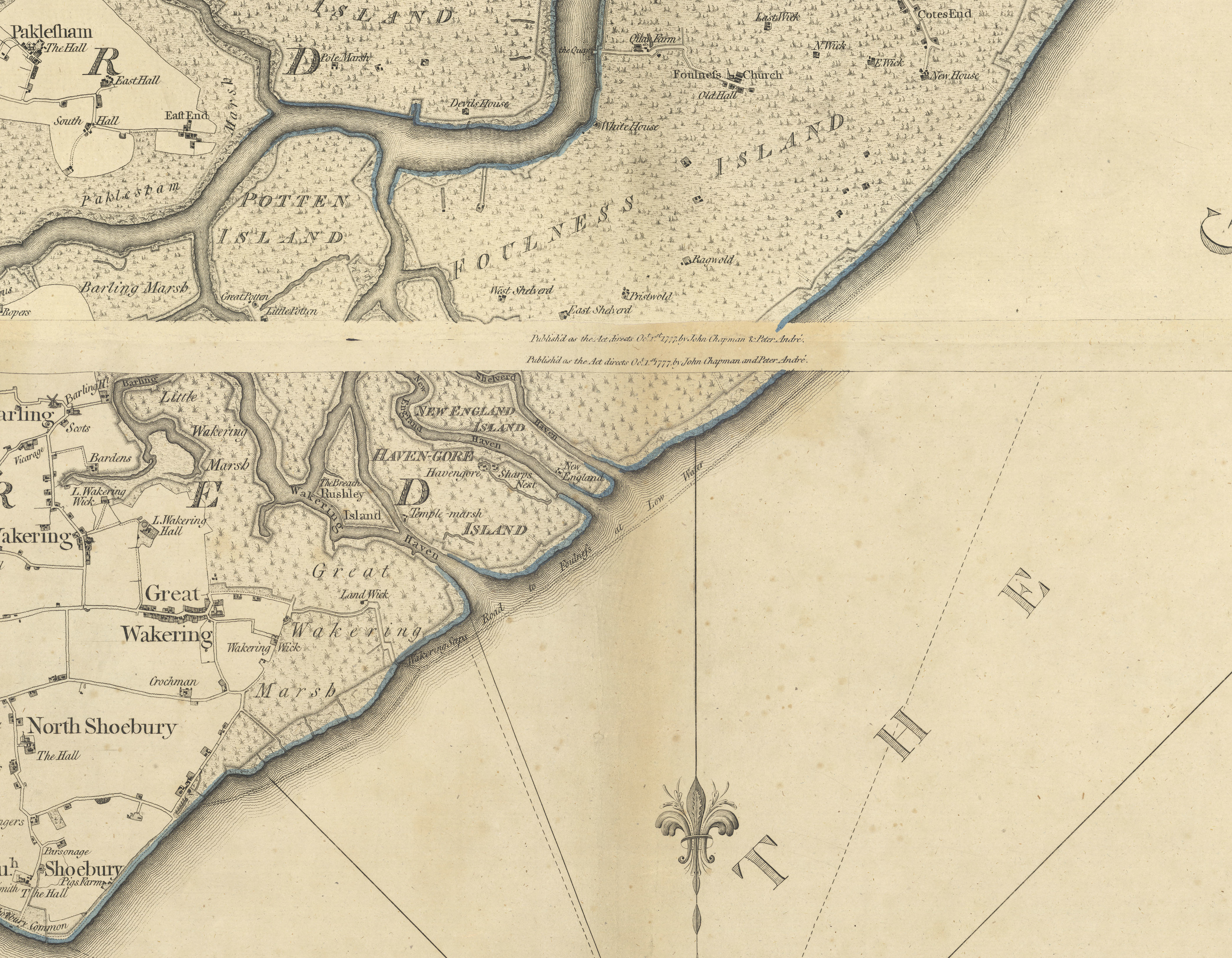
Дорога на карте Чампана и Андре 1777 года.
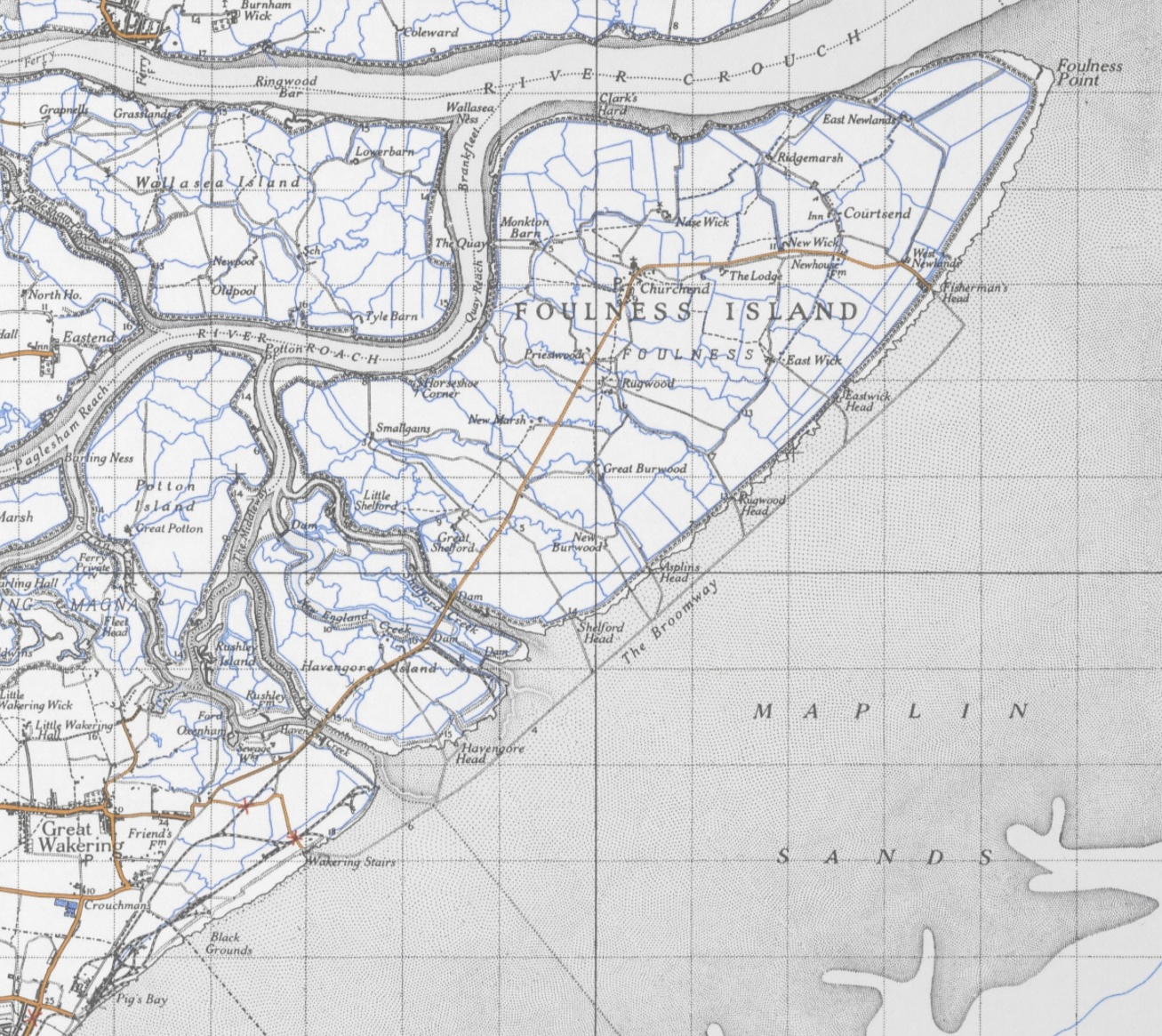
Брумвей на карте Ordnance Survey 1945 года.